# 축산항초등학교
축산항초등학교는 대한민국 경상북도 영덕군에 있는 초등학교다.

## 학교 연혁
- 1944.05.11 축산항국민학교 개교(남28명, 여15명)
- 1968.10.01 축산리 190번지에서 현 위치로 옮겨 옴
- 1981.03.06 병설 유치원 개원
- 1984.03.19 학교 급식 시작
- 1996.03.01 축산항초등학교로 교명 개칭
- 1999.09.01 경정초등학교 분교로 편입
- 2007.12.26 영덕교육실적보고회 종합 최우수상 수상
- 2007.12.31 우수교육프로그램인증 골든리본상 수상
- 2009.03.01 디지털교과서 경상북도교육청지정 시범학교
- 2012.03.01 제27대 조상문 교장 부임
- 2014.10.29 통일교육 경상북도교육청 지정 연구학교 운영 보고회
- 2015.02.13 제66회 졸업식(총 졸업생 수 4,608명)
- 2015.03.01 7학급 편성(본교 5학급, 분교 2학급)